# Озера Танзанії
Танзанія розташована в районі Африканських Великих озер. На її території є багато озер, які займають понад 51 500 км², або більш ніж 6 % від загальної площі країни. Найбільшими озерами Танзанії є Вікторія, Танганьїка та Ньяса, на які припадає 88 % від загальної площі озер країни. Ці озера лежать на західному кордоні Танзанії, частково на території інших держав. Озеро Вікторія є найбільшим прісноводним озером в Африці, а озеро Танганьїка є другим за глибиною у світі. Озеро Ньяса, як і озеро Танганьїка, розташоване у Великій рифтовій долині, також є дуже глибоким. Натомість озера Вікторія, Руква та Еясі є відносно неглибокими. Озера Руква, Еясі та Натрон є безстічними, а їх розмір значно коливається з року в рік залежно від кількості опадів.
На території Танзанії також було побудовано низку водосховищ з метою водопостачання домогосподарств, зрошення полів, захисту від повеней та виробництва електроенергії. З відкриттям ГЕС Мтера у 1980 році водосховище Мтера стало найбільшим в Танзанії.

## Список озер
В таблиці наведена інформація щодо найбільших озер Танзанії:
Назва: згідно зі списком Комітету Світової спадщини
Площа поверхні: площа поверхні озера (примітка: площа поверхні деяких озер сезонно змінюється)
Країни: країни, в яких розташовані озера
Опис: коротка характеристика озера
    Спірне озеро"
| Назва      | Зображення | Площа поверхні | Країни                                 | Опис | Примітки    |
| ---------- | ---------- | -------------- | -------------------------------------- | --- | ----------- |
| Вікторія   |            | 68 800 км²     | Танзанія · Кенія · Уганда              | Вікторія — найбільше з Африканських Великих озер та найбільше прісноводне озеро Африки. Воно також є другим за розміром прісноводним озером світу. Розташоване на території трьох держав. Є важливою частиною басейну Нілу.                                                                                        | [ 2 ]       |
| Танганьїка |            | 32 900 км²     | Танзанія · ДР Конго · Бурунді · Замбія | Танганьїка — друге за розміром озеро в Східній Африці, друге за глибиною та об'ємом озеро світу. Довжина озера становить 680 км, це найдовше озеро світу. Межує з чотирма державами, має життєво важливе значення для місцевого населення. На озері працює найстаріший у світі пором MV Liemba.                    | [ 3 ]       |
| Ньяса      |            | 29 600 км²     | Танзанія · Малаві · Мозамбік           | Танзанія володіє понад 800 км берегової лінії озера; однак кордон із Малаві є спірним — Малаві претендує на всю північну половину озера, а Танзанія — на всю східну. Озеро також відоме як озеро Малаві. Воно відоме своїми різноманітними цихлідами.                                                              | [ 4 ] [ 5 ] |
| Руква      |            | ~ 5760 км²     | Танзанія                               | Руква — безстічне озеро, розташоване в долині Руква на південному заході Танзанії. Це лужне озеро, розташоване на висоті 800 м над рівнем моря у Великій рифтовій долині. Його площа значно коливається залежно від кількості опадів.                                                                              | [ 6 ]       |
| Еясі       |            | 1050 км²       | Танзанія                               | Еясі — безстічне солоне озеро, розташоване у Великій рифтовій долині. Його площа значно коливається залежно від кількості опадів, а під час сухого сезону воно майже пересихає. На мілководді озера гніздиться багато фламінго, а на його берегах мешкають хадза, одні з останніх мисливців і збирачів у Танзанії. |             |
| Натрон     |            | 1040 км²       | Танзанія                               | Натрон — солоно-лужне озеро, pH якого коливається між 10,5 і 12. Воно розташоване в регіоні Аруша поблизу знаментитого вулкану Ол-Доїньйо-Ленгаї. Це ідеальне місце для гніздування фламінго. Воно може набувати червонуватого кольору через мікроорганізми, що живуть в озері.                                    | [ 7 ]       |
| Сулунга    |            | 974 км²        | Танзанія                               | Озеро Сулунга також відоме як болото Бахі. Це безстічне солоне озеро під час сухого сезону може повністю пересихати. |             |
| Маньяра    |            | 470 км²        | Танзанія                               | Маньяра — мілке лужне озеро, розташоване у Східноафриканській рифтовій долині. Воно є центральною частиною Національного парку озера Маньяра, в якому живуть великі стада слонів та понад 400 видів птахів. Площа озера значно коливається залежно від кількості опадів.                                           |             |
| Кітангірі  |            | 105 км²        | Танзанія                               | Кітангірі розташоване на кордоні між регіонами Сингіда та Симію, посеред широкої заболоченої місцевості. Площа озера значно коливається впродовж року. |             |
| Муджунджу  |            | 80 км²         | Танзанія                               | Озеро розташоване в регіоні Кагера на північному заході Танзанії. |             |
| Бурігі     |            | 70 км²         | Танзанія                               | Озеро Бурігі розташоване в регіоні Кагера на півночі Танзанії. Довжина його становить 18 км, а ширина набагато менша, так що з одного берега озера завжди можна побачити протилежний берег. Частина озера розташована в межах Національного парку Бурігі-Чато.                                                     | [ 8 ]       |
| Балангіда  |            | 33 км²         | Танзанія                               | Балангіда — лужне озеро довжиною 14 км і шириною до 3,5 км, розташоване у глибокій долині, над якою підіймається гора Хананг висотою 3814 м. | [ 9 ]       |
| Мансі      |            | 39 км²         | Танзанія                               | Озеро Мансі розташоване на південь від Дар-ес-Салама. |             |
| Бурунгі    |            | 38 км²         | Танзанія                               | Озеро Бурунгі розташоване на південний схід від озера Маньяра, поблизу Національного парка Тарангіре. |             |
| Ікімба     |            | 35 км²         | Танзанія                               | Озеро Ікімба розташоване в регіоні Кагера на північному сході Танзанії. |             |
| Джипе      |            | 30 км²         | Танзанія · Кенія                       | Озеро Джипе розташоване в регіоні Кіліманджаро на кордоні з Кенією. Більша частина озера розташована в Кенії, на території Національного парку Західне Цаво. Танзанійська частина озера лежить поблизу Національного парку Мкомазі.                                                                                |             |
| Бісонгу    |            | 22 км²         | Танзанія                               | Озеро Бісонгу розташоване в регіоні Кагера на території Природного заповідника Кімісі. |             |
| Бабаті     |            | 21 км²         | Танзанія                               | Бабаті — мілке озеро, розташоване на півночі Танзанії, західніше Національного парка Тарангіре. Озеро відоме великою популяцією бегемотів. |             |
| Амбуссель  |            | 19 км²         | Танзанія                               | Амбуссель розташоване приблизно за 100 км на південь від Кіліманджаро, в басейні річки Пангані. | [ 8 ]       |
| Чала       |            | 4.2 км²        | Танзанія · Кенія                       | Озеро Чала розташоване в кратері на південно-східному краю Кіліманджаро, на кордоні з Кенією. | [ 10 ]      |
| Нґозі      |            | 3 км²          | Танзанія                               | Кратерне озеро, розташоване в кальдері згаслого вулкана Нґозі, за 38 км на південь від Мбеї. |             |
| Дулуті     |            | 0,6 км²        | Танзанія                               | Кратерне озеро, розташоване на території Національного парка Аруша. |             |

## Список водосховищ
| Назва          | Довжина греблі (м) | Висота греблі (м) | Об'єм (млн км³) | Рік побудови | Енергія (МВт) | Зображення | Опис | Примітки      |
| -------------- | ------------------ | ----------------- | --------------- | ------------ | ------------- | ---------- | --- | ------------- |
| Мтера          | 260                | 45                | 3200            | 1980         | 80            |            | Мтера — найбільше водосховище в Танзанії, розташоване на річці Руаха. Максимальна площа становить 660 км².                                                             | [ 11 ]        |
| Кідату         | 350                | 175               | 125             | 1975         | 200           |            | Водосховище Кідату розташоване на річці Руаха. Перша фаза побудови греблі потужністю 100 МВт була завершена у 1975 році, а у 1980 році вона була розширена до 200 МВт. | [ 12 ]        |
| Кіхансі        | 200                | 25                | 1               | 2000         | 198           |            | Водосховище Кіхансі розташоване на річці Кіломберо у південній частині ущелини Кіхансі.                                                                                | [ 13 ] [ 14 ] |
| Пангані        |                    | 10                |                 | 1995         | 68            |            | Водосховище Пангані розташоване на річці Пангані. Гребля потужністю 21 МВт була введена в експлуатацію у 1964 році.                                                    | [ 15 ]        |
| Ньюмба-я-Мунгу | 400                | 43                | 600             | 1966         | 8             |            | Водосховище було побудоване насамперед з метою приборкання повеней та зрошення сільськогосподарських угідь.                                                            | [ 16 ]        |
| Хале           |                    |                   |                 | 1964         | 21            |            | Гребля побудована на річці Пангані і використовує енергію водоспаду висотою 70 м.                                                                                      | [ 17 ]        |